# Kuks
Kuks è un comune della Repubblica Ceca facente parte del distretto di Trutnov, nella regione di Hradec Králové.

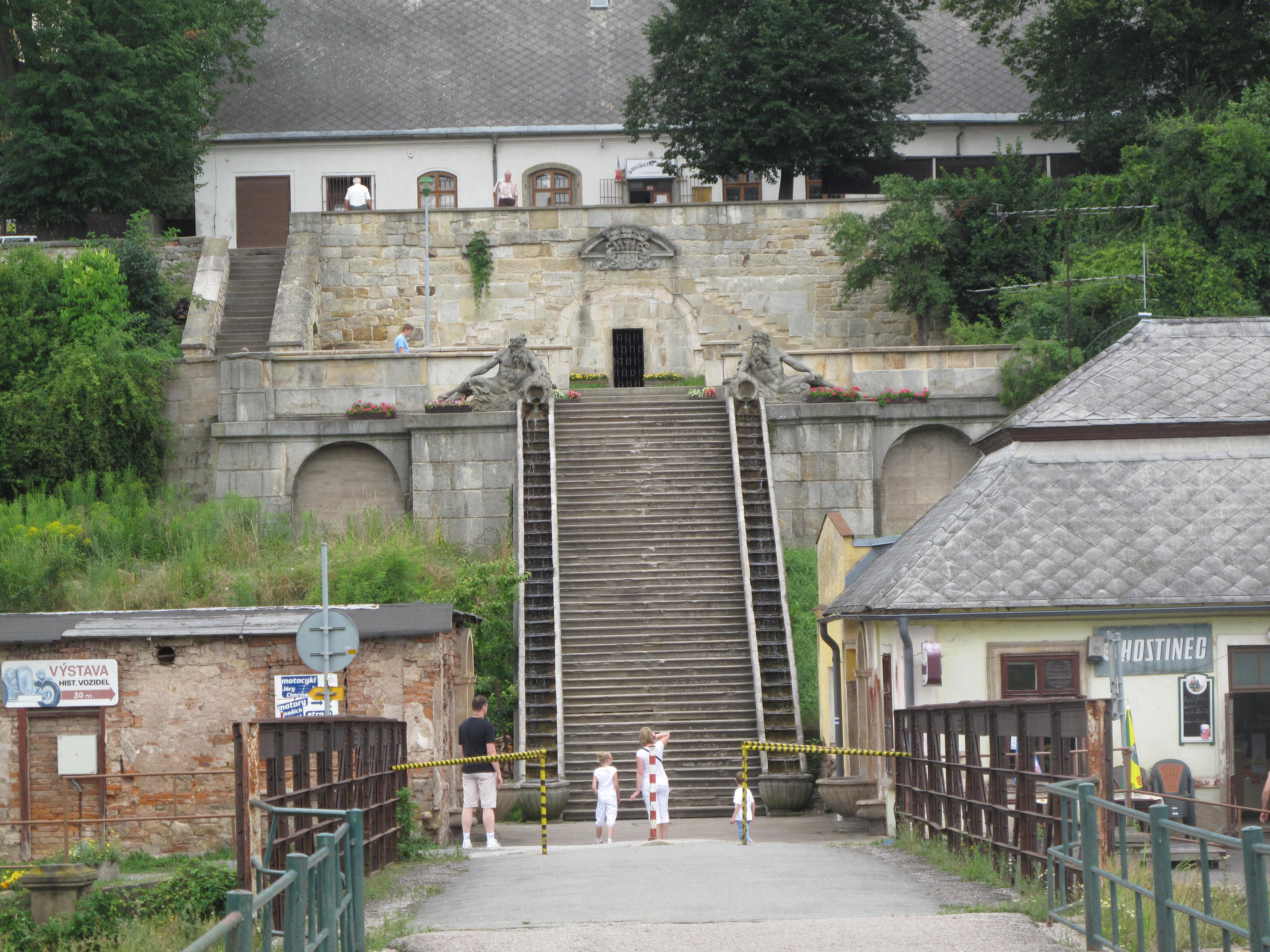
Scalinata del castello oggi scomparso

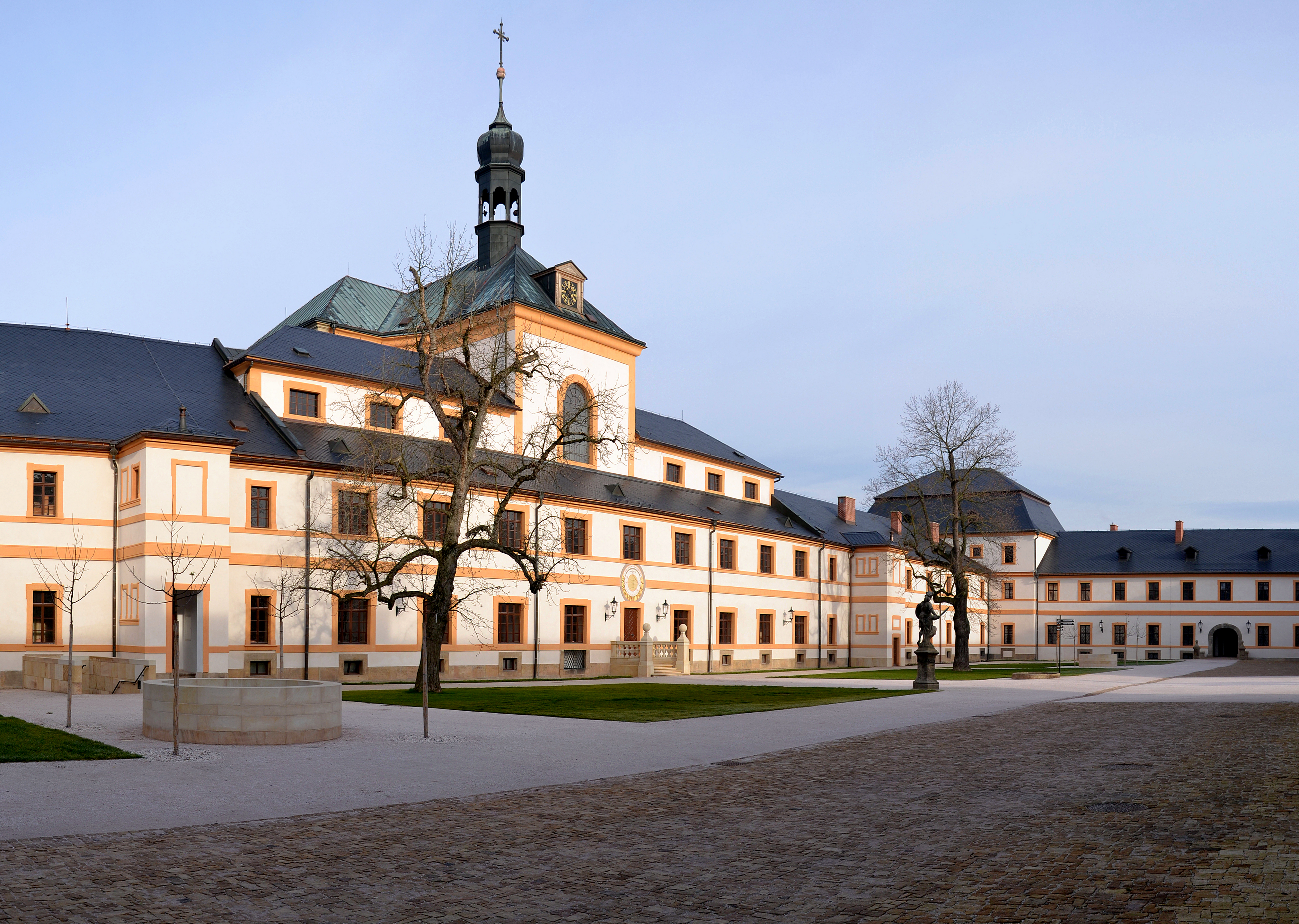
La corte interna dell'ospedale

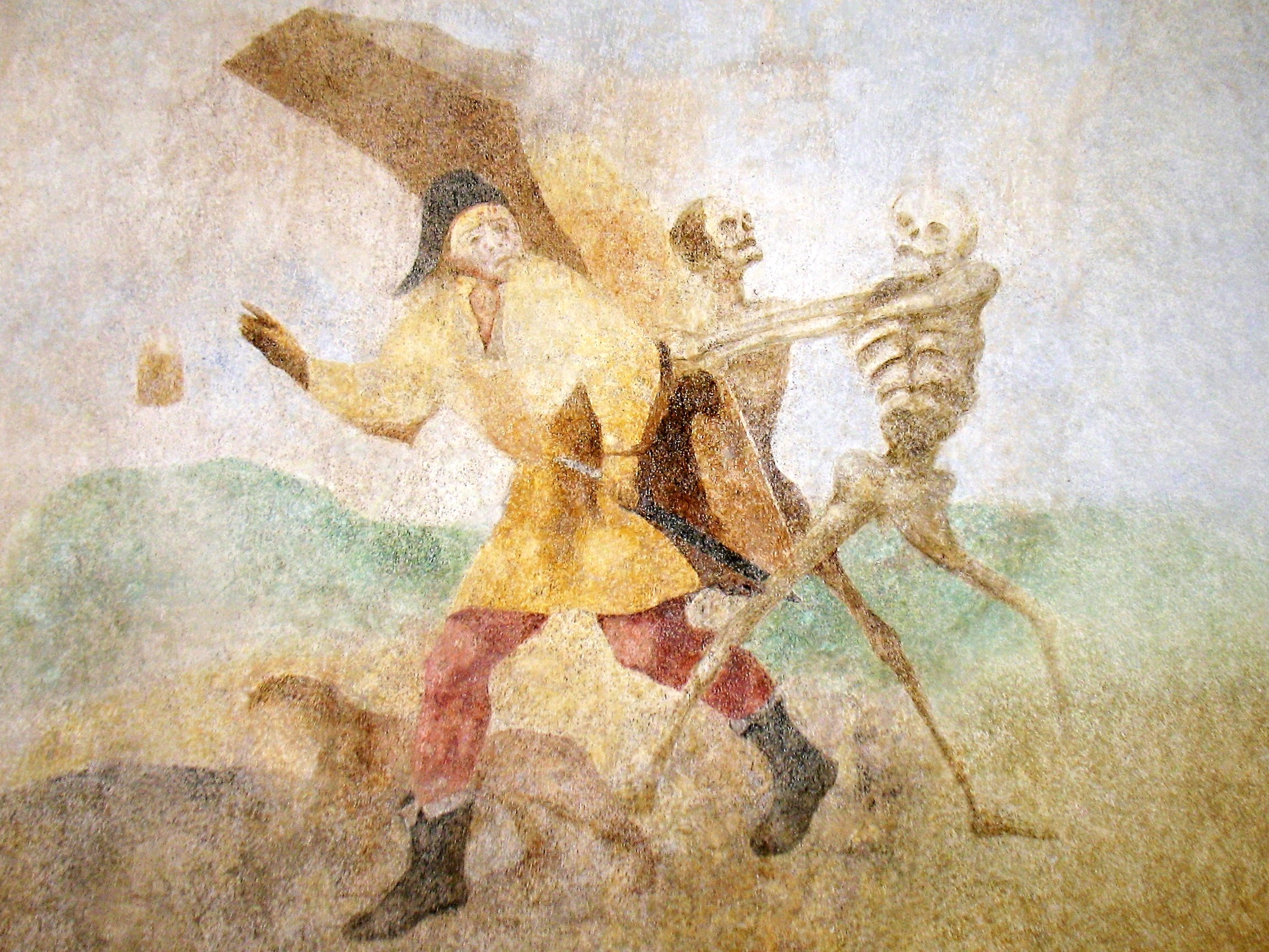
Danza macabra nel corridoio principale dell'ospedale

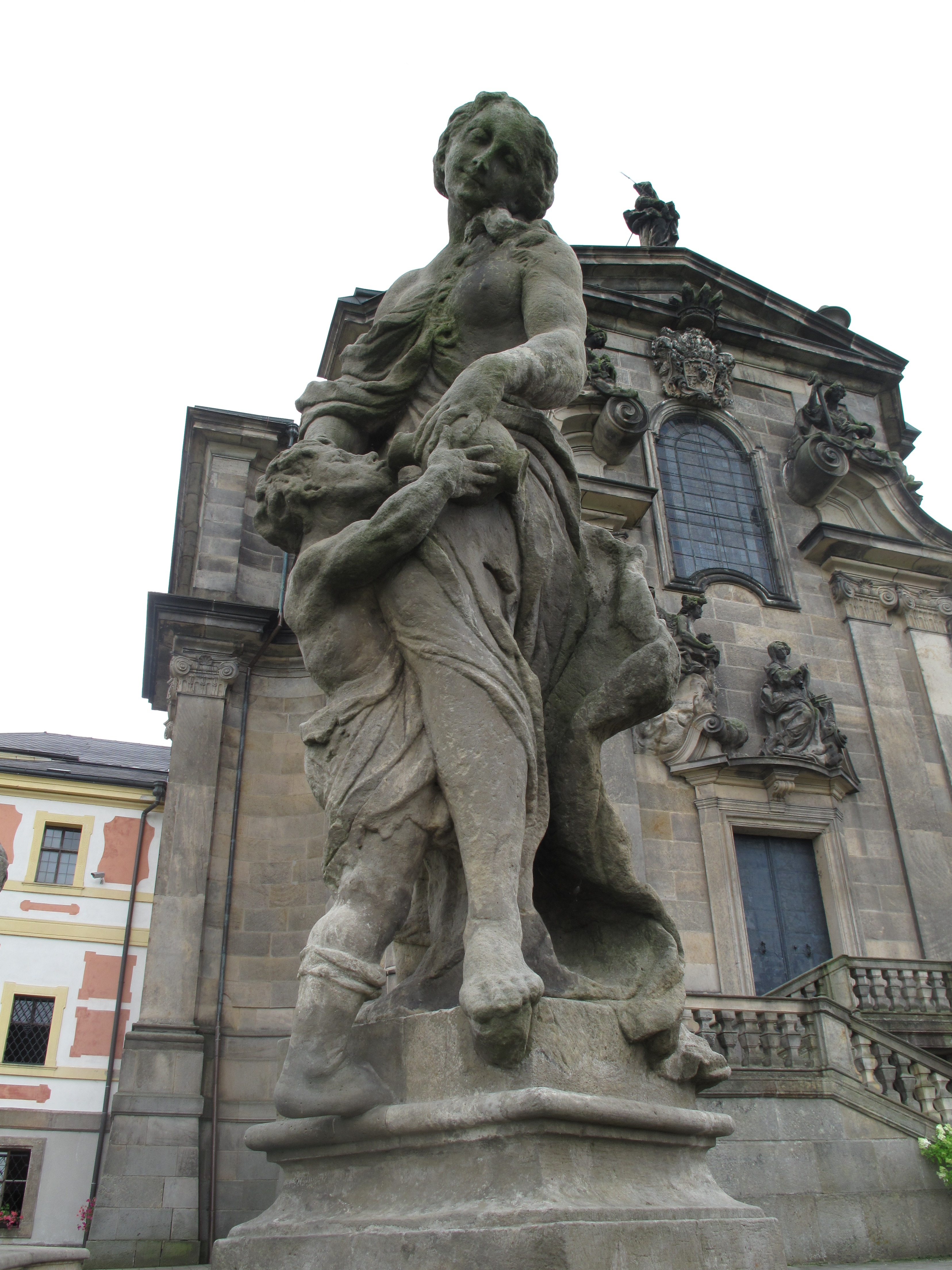
La compassione, scultura allegorica di Matthias Braun

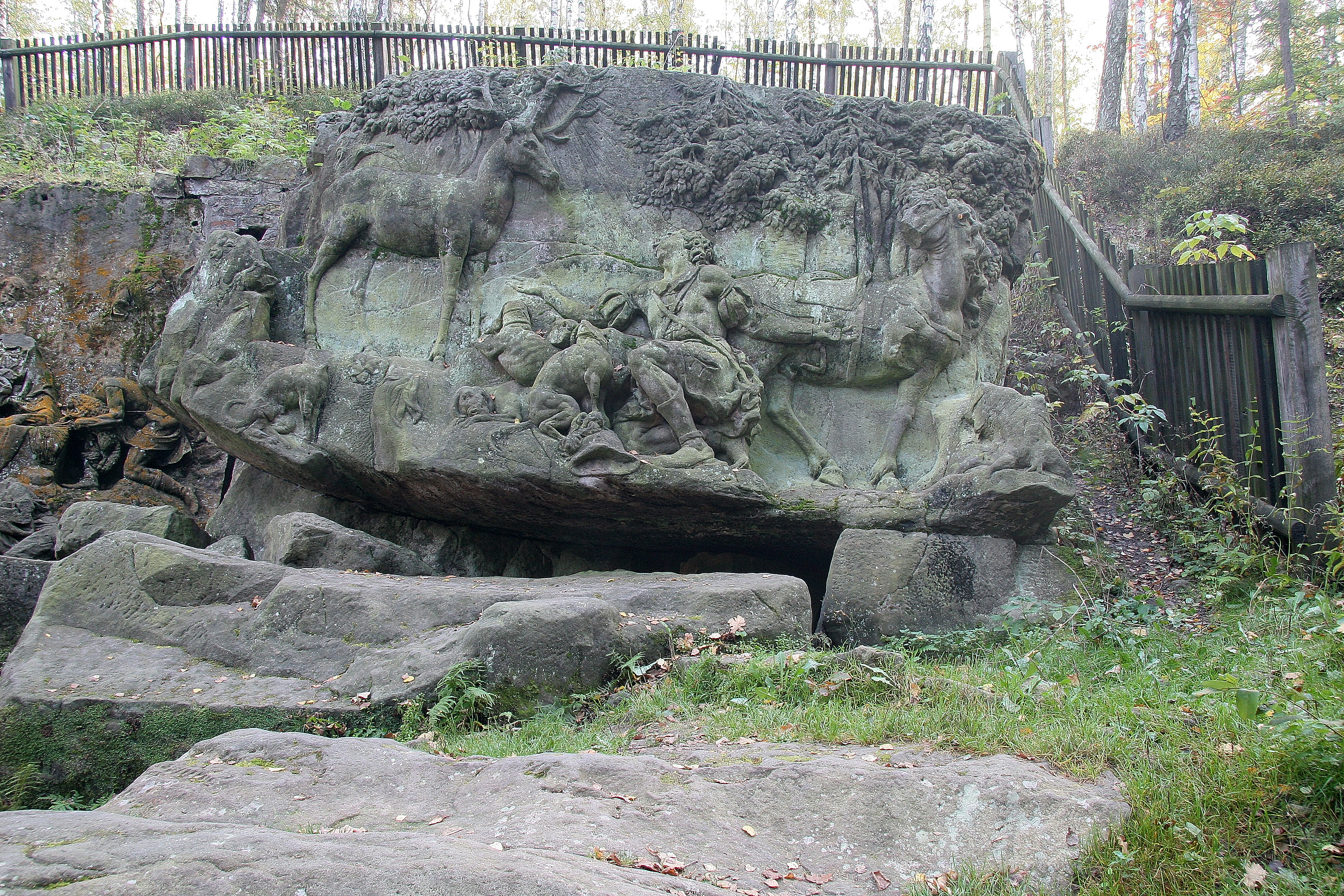
La visione di sant'Uberto, scultura nel parco di Betlém

## Il castello e l'ospedale barocco
Si tratta di un complesso barocco unico, voluto dal conte František Antonín Špork e progettato dall'architetto italiano Giovanni Battista Aliprandi.
Quando, verso la fine del XVII secolo vennero confermate le proprietà curative delle sorgenti termali della zona, il conte Špork fece costruire prima di tutto l'edificio delle terme, in corrispondenza delle fonti curative.
Sulla riva opposta del fiume Elba venne costruito un imponente ospedale, con la sua chiesa ottagonale, dedicata alla Santissima Trinità e la sua cripta.  Furono costruiti anche un teatro e altri edifici barocchi, tanto che si parlava di questo complesso termale come di uno dei più belli e piacevoli di tutta Europa.
Alla morte del conte Špork (1738), tuttavia, i suoi eredi non si dimostrarono particolarmente interessati a mantenere efficienti tutti quegli edifici, che iniziarono ben presto a conoscere il declino.  Un'inondazione poi, nel 1740, distrusse gran parte delle infrastrutture e compromise definitivamente le sorgenti termali.  Ad oggi, rimangono in piedi gli edifici dell'ospedale, della chiesa e della farmacia, con i loro arredi storici, che sono considerati capolavori dell'arte barocca.
Interessante è la decorazione pittorica del corridoio principale dell'ospedale, in cui sono rappresentate scene di una danza macabra.
La ricca decorazione scultorea del complesso fu realizzata tra il 1700 e il 1734, in due fasi: dal 1700 al 1710 con la partecipazione dello scultore olandese Bartholomeus Jacob Zweng e della bottega di Hieronymus Kohl; a partire dal 1712 la realizzazione dell'apparato scultoreo fu affidata a Matthias Braun e alla sua bottega: è in questo periodo che sono state realizzate le statue più importanti, tra le quali le dodici allegorie delle virtù, le dodici statue dei vizi e la decorazione della facciata della chiesa della Trinità.
Tra il 1723 e il 1731 fu anche realizzato parco naturale di Betlém (nella zona di Nový Les, la 'Nuova Foresta', oggi nel comune di Dvůr Králové nad Labem), anche questo arricchito da numerose sculture rappresentanti scene della Bibbia e delle leggende cristiane, opera di Matthias Braun e aiuti.
Sia le sculture di Matthias Braun all'esterno dell'ospedale, sia quelle del parco di Betlém si trovano ormai in pessimo stato di conservazione, soprattutto a causa dell'azione sia dell'acqua piovana, sia dell'umidità che sale dal terreno.  Per questo motivo esse sono state inserite nella lista dei monumenti storico-artistici più a rischio, curata dal World Monuments Fund.